# Cantone di Albertville-2
Il Cantone di Albertville-2 è una divisione amministrativa dell'arrondissement di Albertville.
È stato istituito a seguito della riforma dei cantoni del 2014, che è entrata in vigore con le elezioni dipartimentali del 2015.

## Composizione
Comprende parte della città di Albertville e i comuni di:
- Bonvillard
- Cléry
- Frontenex
- Gilly-sur-Isère
- Grésy-sur-Isère
- Grignon
- Montailleur
- Monthion
- Notre-Dame-des-Millières
- Plancherine
- Saint-Vital
- Sainte-Hélène-sur-Isère
- Tournon
- Verrens-Arvey